# Poulsen-Buesender
En Poulsen-Buesender eller buegenerator (engelsk: The Arc Transmitter; The Poulsen Arc; The Poulsen System) er et apparat til at konvertere jævnstrøm til radiofrekvenser, og det er forløberen for moderne radio- og telekommunikation. Den blev opfundet ved århundredskiftet af Valdemar Poulsen og ingeniør Peder Oluf Pedersen og patenteret i 14 lande i 1902. Buegeneratoren var den første uden bevægelige dele, og opfindelsen betød et kvantespring for udviklingen af trådløs telegrafi. Den var i stand til at generere kontinuerlige radiobølger, som det var muligt at modulere præcist på specifikke frekvenser, og i 1904 blev Poulsen-systemet kernen i den første danske radiostation, Lyngby Radio. I 1906 overførtes systemet til Tyskland og Storbritannien, og i 1909 blev de amerikanske patenter, såvel som nogle få buer, købt af en ung californisk ingeniør Cyril F. Elwell.
Buesenderen gjorde det muligt for første gang at transmittere tale og musik, og den banede vejen for storstilede udsendelser og telefoni. Få år efter dens opfindelse havde buesenderen gjort det muligt at etablere omfattende kommercielle telegrafsystemer ud over det europæiske kontinent, i Storbritannien og i De Forenede Stater. I Europa var der dog vanskeligheder med implementeringen, og det blev yderligere forsinket af verdenskrigen, hvorimod der hurtigt etableredes et omfattende kommercielt radiotelegrafisk system i USA. Senere adopterede US Navy Poulsen systemet, og gjorde det til det vigtigste radiosystem i omkring et tiår, indtil det blev overgået af systemer baseret på radiorør.
Valdemar Poulsen er ud over buegeneratoren også fadder til verdens første ståltrådsoptager (1898) - og lagde dermed grunden for båndoptageren, telefonsvareren og den første magnetiske plade til opbevaring af lyd – det vi i dag kalder en harddisk (på "korrekt" dansk pladelager).

## Med på IEEE's liste over milepæle
Poulsen buen er med på IEEE Milestones. Listen, der er udfærdiget af Institute of Electrical and Electronics Engineers (IEEE), består af de største historiske frembringelser inden for elektrisk og elektronisk ingeniørvidenskab.

## Kåret til det 20. århundreders største ingeniørbedrift
I år 2000 blev buesenderen af Ingeniørforeningen, med 20 % af 5400 afgivne stemmer, kåret til den største danske ingeniørbedrift i det 20. århundrede, foran Den Transiranske Jernbane, Storebæltsbroen, Ørsted-satellitten og NKTs lyslederteknologi. Længere nede på listen var verdens første dieseldrevne oceangående skib, M/S Selandia.